# О’Лири, Патрик
Патрик О`Лири (англ. Patrick O'Leary; род. 13 сентября 1952, Сагино, штат Мичиган) — американский писатель и поэт.

## Биография
Родился 13 сентября 1952 года в Сагино (Saginaw), штат Мичиган. Окончил Университет Уэйна со степенью бакалавра искусств(B.A.). Стажировался в одном из рекламных агентств Дейтройта, начал работать с Шевроле, где работает и по сей день. В 1977 году женился на Клэр Варье (Claire Varieur). Имеет двух сыновей.
Начал публиковаться как поэт. Затем издал несколько рассказов. В научной фантастике дебютировал в 1995 году с романом «Дверь № 3» (Door Number Three), который "Publisher's Weekly" назвало одной из лучших книг года. В 2001 году вышел сборник рассказов, стихов и эссе “Other Voices, Other Doors”
На творчество писателя повлияли Айзек Азимов, Урсула Ле Гуин, Филип К. Дик.

## Произведения
- «Дверь № 3» (Door Number Three) (1995)
- «The Gift» (1997)
- «Other Voices, Other Doors» (2000)
- «Невозможная птица» (The Impossible Bird) (2001)
- «Важен только сон» (2002)
- «Year's Best Fantasy 2» (2002)
- «Mars Probes» (2002)
- «The Stars as Seen from This Particular Angle of Night: An Anthology of Speculative Verse»
- «The Year's Best Fantasy and Horror: Seventeenth Annual Collection» (2004)
- «We Think, Therefore We Are» (2008)
- «Черное сердце» (рассказ) (2009)